# Шесть женщин для убийцы
«Шесть женщин для убийцы» (итал. Sei donne per l'assassino; в англоязычном прокате «Кровь и чёрные кружева», англ. Blood and Black Lace) — фильм ужасов от режиссёра Марио Бава, вышедший в 1964 году. Премьера фильма состоялась 14 марта 1964 года.

## Сюжет
Тело убитой манекенщицы Изабеллы подкидывают внутрь здания. Полиция начинает расследование, но первоначальные следственные действия не дают результатов. Но вскоре манекенщица Николь находит дневник убитой. Убийца, узнав об обнаружении дневника, пытается достать его, убивая тех, кто ему мешает.

## В ролях
- Франческа Унгаро — манекенщица Изабелла
- Ариана Горини — манекенщица Николь
- Данте ДиПаоло — антиквар-наркоман Фрэнк
- Эва Барток — графиня Кристина (хозяйка дома моды)
- Франко Рессель — Рикардо Морелли
- Кэмерон Митчелл — Массимо Морлакки

## Производство и стиль
Фильм является одним из первых фильмов поджанра фильмов ужасов джалло.. Разработка фильма началась вскоре после того, как Бава разорвал многолетний контракт со студией Galatea Film, для которой он сделал большую часть своих ранних работ в качестве оператора и режиссера. Фильм «Шесть женщин для убийцы», снят с бюджетом, который был ниже, чем у некоторых предыдущих фильмов ужасов режиссера, однако при этом стал международным совместным производством Италии, Франции и Западной Германии (Emmepi Cinematografica, Les Productions Georges de Beauregard и Monachia Film). Различные источники предоставляют разную информацию об авторстве сценария фильма, при этом большинство называют Марчелло Фондато, Джузеппе Барилла и самого Баву соавторами. Большая часть технического персонала и несколько актеров были ветеранами предыдущих фильмов Бавы. Основные съемки начались в Риме в конце 1963 года с участием международного многоязычного состава; одни актеры читали свои реплики бегло, другие исполняли их фонетически.
Премьера фильма состоялась 14 марта 1964 года в Риме, но не имела коммерческого успеха. Современные и ретроспективные обзоры в первую очередь хвалили режиссуру «Бавы» и ее визуальный стиль, хотя некоторые сочли ее сюжет слабым и лишенным характеристики. Кинокритики и историки, такие как Тим Лукас и Роберто Курти, определили, что «Шесть женщин для убийцы» представляют собой эволюцию как стиля Бавы, так и жанра триллера, изображенного в кино. Используя условности триллера в своих более ранних фильмах «Девушка, которая слишком много знала» и «Телефон», отрывок из киноальманаха «Три лика страха», Бава использовал этот фильм, чтобы объединить элементы современных западногерманских детективных фильмов об убийствах (krimis) с мрачным сопоставлением эротики и насилия, которые присутствовали в популярной художественной литературе того времени, а именно в давней серии бульварных романов Джалло Мондадори. Итальянский историк кино Роберто Курти отметил, что в Италии фильм рекламировался как детектив, но он отличался как от этого жанра, так и от преступлений того периода, особенно отсутствием юмора или рядом улик относительно личности убийцы. Фильм положил начало тенденции поджанра: в нем преувеличенное использование цветной киносъемки и заметен отказ от традиционной загадки в пользу сосредоточения внимания на сценах графических убийств, что а дальнейшем стало основой формы джалло. После успешного выпуска «Птицы с хрустальным оперением» Дарио Ардженто в 1970 году в Италии прокатилась волна джалло, многие из которых разделяли стилистические черты «Шести женщин для убийцы». На этот фильм ссылаются работы таких режиссеров, как Мартин Скорсезе и Педро Альмодовар, и он вошел в несколько списков «лучших» фильмов триллеров, ужасов и слэшеров. Сцена погони маньяка за Николь в антикварном магазине считается в некоторой степени одной из первых сцен, характерных для погонь поджанров джалло и слэшер.